# Povo escolhido
Para o termo descrito no Antigo Testamento ou Bíblia Hebraica e no Novo Testamento, veja Povo eleito.
Ao longo da história, vários grupos de pessoas se consideraram o povo escolhido por uma divindade, para um propósito particular. O fenômeno de um "povo escolhido" é bem conhecido entre os israelitas e judeus, onde o termo (em hebraico:  עם סגולה / העם הנבחר, romaniz.: am segulah / ha-am ha-nivhar), originalmente se referia aos israelitas como sendo selecionados por Yahweh para adorá-lo exclusivamente e cumprir a missão de proclamar sua verdade por todo o mundo.

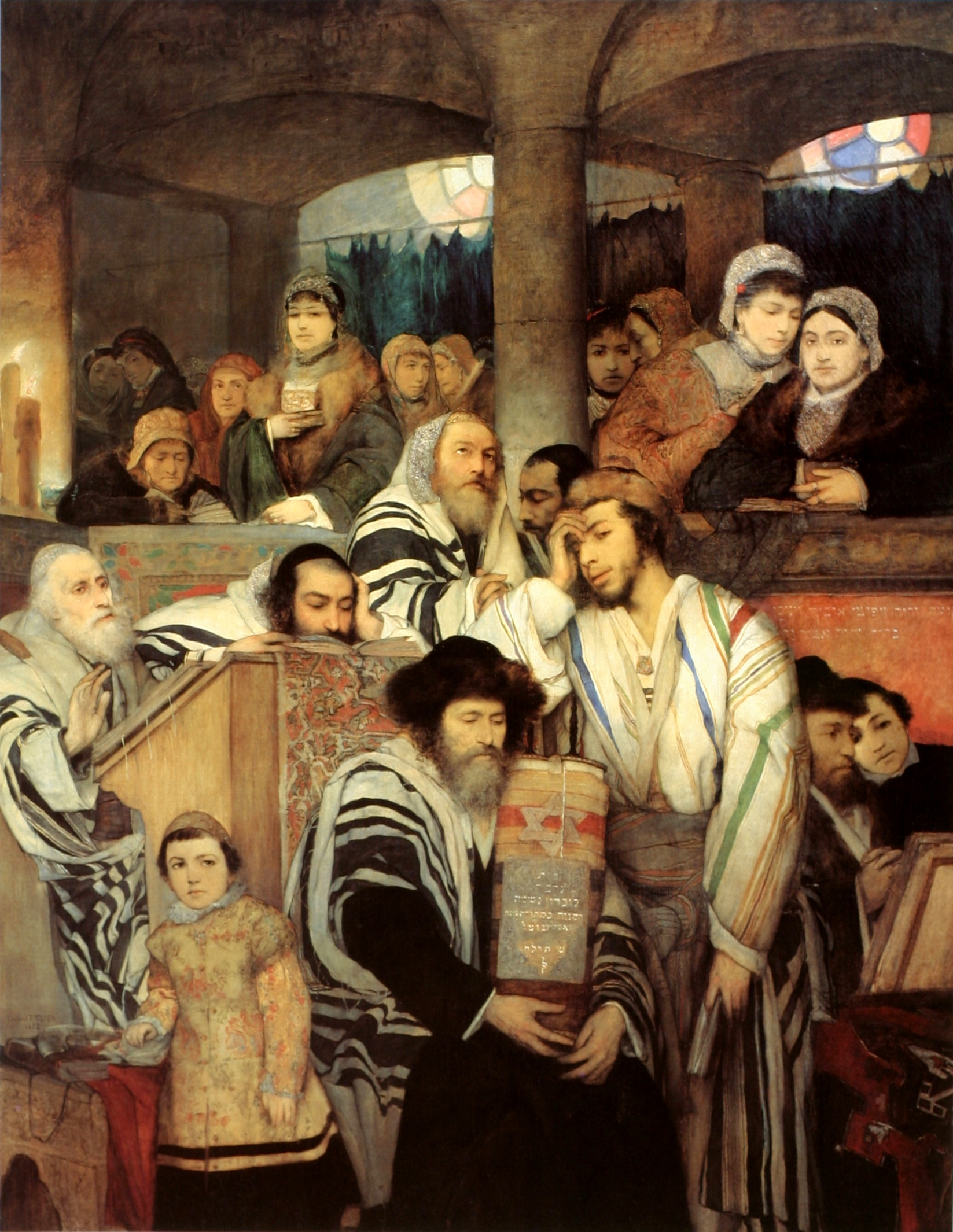
Na Bíblia, os judeus são o povo escolhido.

Algumas reivindicações de ser o povo escolhido são baseadas em alegações paralelas de ascendência israelita, como é o caso das seitas como a de identidade cristã ambos os quais se consideram (e não os judeus) o "verdadeiro Israel". Outros afirmam que o conceito é espiritual, onde indivíduos que genuinamente acreditam em Deus são considerados o "verdadeiro" povo escolhido. Esta visão é comum entre a maioria das denominações cristãs, que historicamente acreditavam que a igreja substituiu Israel como o povo de Deus.
Antropólogos comumente consideram as reivindicações de ser o povo escolhido como uma forma de etnocentrismo.

## Judaísmo
No judaísmo, o "escolhimento" é a crença de que os judeus, por meio da descendência dos antigos israelitas, são o povo escolhido, ou seja, escolhidos para estar em aliança com Deus. A ideia de que os israelitas foram escolhidos por Deus é encontrada mais diretamente no Livro de Deuteronômio, onde é aplicada a Israel no Monte Sinai, sob a condição de sua aceitação da aliança mosaica entre eles e o SENHOR Deus. O decálogo segue imediatamente, e o sábado do sétimo dia é dado como o sinal da aliança, com a exigência de que Israel o mantenha, caso contrário, será excluído. O verbo 'bahar ( בָּחַ֣ר (hebraico), é mencionado em outras partes da Bíblia Hebraica usando outros termos, como "povo santo". Muito se escreve sobre esses tópicos na literatura rabínica. As três maiores denominações judaicas—Judaísmo ortodoxo, Judaísmo conservador e Judaísmo reformista—mantêm a crença de que os judeus foram escolhidos por Deus para um propósito. Às vezes, essa escolha é vista como incumbindo o povo judeu de uma missão específica—ser uma luz para as nações e exemplificar a aliança com Deus, conforme descrito na Torá. Isso é destacado pela primeira vez em Gênesis 12:2.

Embora o conceito de "escolhimento" possa ser entendido por alguns como uma conotação de supremacia étnica, o Judaísmo Conservador nega isso, pois afirma que, como resultado de serem escolhidos, os judeus também carregam a maior responsabilidade, o que acarreta a punição mais severa em caso de desobediência.
"Poucas crenças foram tão mal compreendidas quanto a doutrina do 'Povo Escolhido'. A Torá e os Profetas declararam claramente que isso não implica qualquer superioridade inata dos judeus. Nas palavras de Amós (3:2) 'De todas as famílias da terra, somente a vós escolhi; por isso eu vos punirei por todas as vossas iniquidades.' A Torá nos diz que devemos ser 'um reino de sacerdotes e uma nação santa' com obrigações e deveres que derivam da nossa disposição em aceitar essa condição. Longe de ser uma licença para privilégios especiais, isso implicava responsabilidades adicionais não apenas para com Deus, mas também para com nossos semelhantes. Conforme expressado na bênção durante a leitura da Torá, nosso povo sempre considerou um privilégio ser selecionado para tal propósito. Para o judeu tradicional moderno, a doutrina da eleição e do pacto de Israel oferece um propósito para a existência judaica que transcende seus próprios interesses. Sugere que, devido à nossa história especial e herança única, estamos em posição de demonstrar que um povo que leva a sério a ideia de estar em aliança com Deus pode não apenas prosperar diante da opressão, mas também ser uma fonte de bênção para seus filhos e seus vizinhos. Isso nos obriga a construir uma sociedade justa e compassiva em todo o mundo e especialmente na terra de Israel, onde podemos ensinar pelo exemplo o que significa ser um 'povo da aliança, uma luz para as nações.'"
Da mesma forma, o Rabino Lorde Immanuel Jakobovits vê o conceito de "escolhimento" como Deus escolhendo diferentes nações e, por extensão, indivíduos, para realizar contribuições únicas ao mundo, semelhante ao conceito de divisão do trabalho.
"Sim, eu acredito no conceito de povo escolhido como afirmado pelo judaísmo em seus escritos sagrados, suas orações e sua tradição milenar. Na verdade, acredito que cada povo—e, de fato, de uma forma mais limitada, cada indivíduo—é 'escolhido' ou destinado para algum propósito distinto na promoção dos desígnios da Providência. Apenas alguns cumprem sua missão e outros não. Talvez os gregos tenham sido escolhidos por suas contribuições únicas à arte e à filosofia, os romanos por seus serviços pioneiros em direito e governo, os britânicos por trazerem a regra parlamentar ao mundo, e os americanos por pilotarem a democracia em uma sociedade pluralista. Os judeus foram escolhidos por Deus para serem 'peculiares a Mim' como os pioneiros da religião e da moralidade; esse foi e é o seu propósito nacional."

## Cristianismo e derivados

### Mormonismo
No Mormonismo, todos os Santos dos Últimos Dias são vistos como um povo da aliança, ou escolhido, porque aceitaram o nome de Jesus Cristo através da ordenança do batismo. Em contraste com o supersessionismo, os Santos dos Últimos Dias não contestam o status de "escolhido" do povo judeu. A maioria dos mórmons praticantes recebe uma bênção patriarcal que revela sua linhagem na Casa de Israel. Essa linhagem pode ser relacionada ao sangue ou por "adoção"; portanto, uma criança pode não compartilhar necessariamente a linhagem de seus pais (mas ainda será um membro das tribos de Israel). É uma crença amplamente difundida que a maioria dos membros da fé pertence à tribo de Efraim ou à tribo de Manassés.

### Identidade Cristã
A Identidade Cristã é uma crença que sustenta que apenas pessoas germânicas, anglo-saxônicas, celtas, nórdicas ou arianas, e aqueles de sangue semelhante, são descendentes de Abraão, Isaque e Jacó, e portanto, descendentes dos antigos israelitas.
Praticada de forma independente por indivíduos, congregações independentes e algumas gangues de prisão, não é uma religião organizada, nem está conectada a denominações cristãs específicas. Sua teologia promove uma interpretação racial do cristianismo. As crenças da Identidade Cristã foram principalmente desenvolvidas e promovidas por autores americanos que consideravam os europeus como o "povo escolhido" e os judeus como a prole amaldiçoada de Caim, o "híbrido da serpente" ou semente da serpente, uma crença conhecida como doutrina das duas linhagens. Mais tarde, seitas e gangues supremacistas brancas adotaram muitos desses ensinamentos.
A Identidade Cristã sustenta que todos os não-brancos (pessoas que não são de ascendência totalmente europeia) serão exterminados ou escravizados para servir à raça branca no novo Reino Celestial na Terra, sob o reinado de Jesus Cristo. Sua doutrina afirma que apenas pessoas "adamitas" (brancas) podem alcançar a salvação e o paraíso.

## Mandaísmo
Os mandeístas se referem formalmente a si mesmos como Nasurai (Nazarenos), que significa guardiões ou possuidores de ritos e conhecimentos secretos. Outra autodesignação antiga é bhiri zidqa, que significa 'eleitos da retidão' ou 'os escolhidos justos', um termo encontrado no Livro de Enoque e no Gênesis Apócrifo II, 4.:552-553:18

## Rastafari
Com base na tradição bíblica judaica e na lenda etíope via Kebra Nagast, os Rastafaris acreditam que o rei Salomão de Israel, junto com a rainha de Sabá da Etiópia, conceberam uma criança que deu início à linhagem de reis solomônicos na Etiópia, fazendo do povo etíope os verdadeiros filhos de Israel e, portanto, escolhidos. O reforço dessa crença ocorreu quando os Beta Israel, antiga comunidade israelita do Primeiro Templo da Etiópia, foram resgatados da fome no Sudão e levados para Israel durante a Operação Moisés em 1985.

## Igreja da Unificação
Sun Myung Moon ensinou que a Coreia é a nação escolhida, selecionada para cumprir uma missão divina e foi "escolhida por Deus para ser o local de nascimento da figura principal da era" e foi o local de nascimento da "Tradição Celestial", inaugurando o reino de Deus.

## Nação do Islã
A Nação do Islã ensina que as pessoas negras constituem uma nação e que, por meio da instituição do comércio atlântico de escravos, lhes foi sistematicamente negado o conhecimento de sua história, língua, cultura e religião, e, na prática, perderam o controle de suas vidas. Embora não seja o Fundador da Nação do Islã, Elijah Muhammad era franco e defendia o estabelecimento de uma nação separada para os afro-americanos e a adoção de uma religião baseada no culto a Alá e na crença de que os negros eram seu povo escolhido.

## Religião Massai
A religião tradicional do povo Maasai, do leste da África, afirma que o Deus Supremo Ngai os escolheu para pastorear todo o gado do mundo, e essa crença tem sido usada para justificar o roubo de outras tribos.